# علی معدی
علی معدی (انگلیسی: Ali M'Madi؛ زادهٔ ۲۱ آوریل ۱۹۹۰) بازیکن فوتبال اهل اتحاد قمر است.
وی همچنین در تیم ملی فوتبال اتحاد قمر بازی کرده‌است.